# Marcipalina tanzaniensis
Marcipalina tanzaniensis là một loài bướm đêm trong họ Erebidae.